# Thomas Pleye
Thomas Pleye (* 5. Februar 1960 in Melle) ist ein deutscher politischer Beamter. Er war von 2006 bis 2011 Staatssekretär in Ministerium für Wirtschaft und Arbeit von Sachsen-Anhalt, seit Mai 2011 ist er Präsident des Landesverwaltungsamtes Sachsen-Anhalt.

## Leben und Beruf
Nach der Schule studierte Pleye von 1980 bis 1986 Rechtswissenschaften in Osnabrück und München. 1989 legte er das zweite juristische Staatsexamen ab. Im selben Jahr trat er als persönlicher Referent des Umweltministers Werner Remmers in die niedersächsische Landesverwaltung ein. Von 1990 bis 1991 war er für den Landkreis Osnabrück tätig, dann wechselte er als Dezernent zum Landkreis Zeitz in Sachsen-Anhalt. 1994 ging der Landkreis Zeitz im neu gegründeten Burgenlandkreis auf, Pleye amtierte bis zu seiner Ernennung zum Staatssekretär im Mai 2002 als stellvertretender Landrat.
Thomas Pleye wohnt in Naumburg (Saale), ist verheiratet und hat einen Sohn.

## Politik
Am 22. Mai 2002 wurde Pleye zum Staatssekretär im von Curt Becker (CDU) geführten Ministerium der Justiz des Landes Sachsen-Anhalt ernannt. Von April 2004 bis April 2006 war er in gleicher Funktion unter Klaus Jeziorsky (CDU) im Ministerium des Innern tätig. Anschließend war er neben Detlef Schubert Staatssekretär im Ministerium für Wirtschaft und Arbeit, mit Reiner Haseloff (CDU) als Ressortchef. Am 2. Mai 2011 wurde Thomas Pleye Präsident des Landesverwaltungsamtes Sachsen-Anhalt.